# Hieracium clivicola
Hieracium clivicola es una especie de planta con flor del género Hieracium, de la familia Asteraceae, orden Asterales.

## Distribución
Hieracium clivicola se distribuye por Gales e Irlanda del Norte.

## Taxonomía
Fue descrita científicamente por (F. Hanb.) Pugsl. Fue publicada en J. Bot. 79: 195 (1942).